# Coraline
Coraline är en kortare roman från 2002, som främst riktar sig till barn, av den brittiska författaren och serieskaparen Neil Gaiman. Den första svenska upplagan utkom 2003 i översättning av Kristoffer Leandoer. Coraline har kommit att jämföras med Lewis Carrolls Alice i Underlandet för sin surrealitet och för att handlingen skildrar en fantasivärld. Boken har fått flera utmärkelser och översatts till ett flertal språk, däribland svenska.

## Handling
Coraline är en flicka som gillar att utforska sin omvärld, något hon ofta gör på egen hand då hennes föräldrar, trots att de är kärleksfulla föräldrar, är mycket upptagna människor. En dag hittar Coraline en nyckel som går till en låst dörr i familjens lägenhet och där det tidigare endast funnits en tegelvägg har nu uppenbarat sig en lång, mörk korridor som leder till en annan lägenhet som är en till synes exakt kopia av hennes egen. Här lever hennes Andra mamma, som ser ut som Coralines riktiga mamma men som har knappar istället för ögon. Denna Andra mamman försöker fånga Coraline i denna värld. Hon har även flyttat till ett nytt hus som är fullt med hemligheter.

## Film
2009 hade filmatiseringen av Coraline premiär i regi av Henry Selick, som tidigare regisserat filmer som James och jättepersikan och The Nightmare Before Christmas.

## Teater
I mars 2007 sattes Coraline upp som teaterföreställning på Mittiprickteatern i Stockholm i regi av Cleo Boman.